# Erik Dyreborg
Erik Birger Dyreborg (ur. 20 stycznia 1940 w Kopenhadze, zm. 12 listopada 2013 w Herning) – duński piłkarz występujący na pozycji napastnika.

## Kariera klubowa
Dyreborg karierę rozpoczynał w sezonie 1958 w pierwszoligowym BK Frem. W debiutanckim sezonie wywalczył z zespołem wicemistrzostwo Danii. W sezonie 1960 spadł z nim zaś do drugiej ligi. W 1962 roku odszedł do trzecioligowego Næstved IF, a w sezonie 1963 awansował z nim do drugiej ligi. W 1968 roku został graczem amerykańskiego klubu Boston Beacons z ligi NASL. Spędził tam sezon 1968.
Następnie Dyreborg odszedł do holenderskiego zespołu Holland Sport z Eredivisie. Grał tam do końca sezonu 1968/1969. Potem występował jeszcze w szwedzkim drugoligowcu, Helsingborgs IF. W 1969 roku zakończył tam karierę.

## Kariera reprezentacyjna
W reprezentacji Danii Dyreborg zadebiutował 25 czerwca 1967 w zremisowanym 1:1 meczu Mistrzostw Nordyckich ze Szwecją. 24 września 1967 w wygranym 5:0 pojedynku tego samego turnieju z Norwegią strzelił wszystkie pięć goli dla swojej drużyny. W drużynie narodowej rozegrał 6 spotkań i zdobył 8 bramek.